# Craugastor podiciferus
Craugastor podiciferus är en groddjursart som först beskrevs av Cope 1875.  Craugastor podiciferus ingår i släktet Craugastor och familjen Craugastoridae. IUCN kategoriserar arten globalt som nära hotad. Inga underarter finns listade i Catalogue of Life.